# Lindenberg (Pfalz)

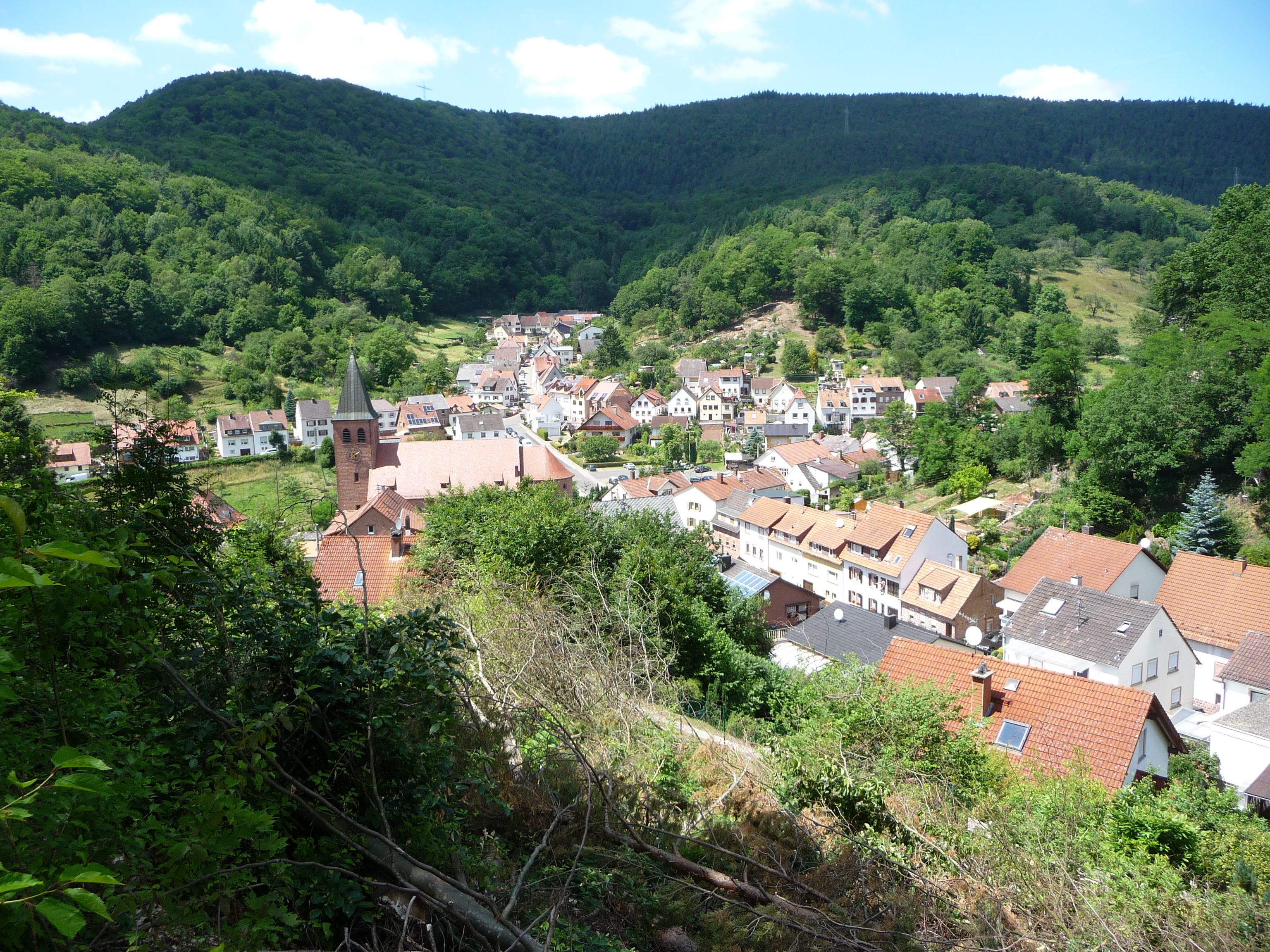
Ortsbild von Lindenberg

Lindenberg ist eine Ortsgemeinde im Landkreis Bad Dürkheim in Rheinland-Pfalz. Sie gehört der Verbandsgemeinde Lambrecht (Pfalz) an. Lindenberg ist ein staatlich anerkannter Erholungsort.

## Geographie

### Lage
Lindenberg liegt im Pfälzerwald im sogenannten Neustadter Tal. Zur Gemeinde gehören zusätzlich die Wohnplätze Alte Maschine, Dörrental, Forsthaus Krankental, Neue Maschine und Nonnental. Nachbargemeinden sind – im Uhrzeigersinn – Deidesheim, Neustadt an der Weinstraße und Lambrecht (Pfalz).

### Erhebungen und Gewässer
Nordöstlich der Bebauung erstreckt sich ein 230 m hoher Ausläufer des Hinteren Langenbergs. Im Westen erhebt sich der 335 m hohe Abrahamsberg und im Süden an der Gemarkungsgrenze zu Neustadt der 402 m hohe Stenzelberg. Südlich des Siedlungsgebiets verläuft in West-Ost-Richtung der Speyerbach. Vor Ort nimmt dieser von links den mitten durch die Bebauung fließenden Schlangentalbach auf.

## Geschichte
Das Straßendorf entstand vermutlich um 1100 aus der Burg Lindenberg heraus, die zum Hochstift Speyer gehörte und als Lehen an die Herren von Frankenstein ging. Nach dem Aussterben der Frankensteinschen Familie fiel das Lehen an die Herren von Hirschhorn. Erstmals erwähnt wird das Dorf selbst in einer Urkunde vom 27. Juni 1398, die den Besitzübergang von „Lyndenberg mit der manschafft und dem dorff darunder gelegen“ im Rahmen einer Aufteilung bescheinigt. Die Burg wurde 1550 zerstört. Bis Ende des 18. Jahrhunderts gehörte die Gemeinde zum Hochstift Speyer und unterstand dort ab 1632, als das Lehen nach dem erbenlosen Tod des letzten Hirschhorners an das Bistum zurückfiel, dem Amt Deidesheim.
Von 1798 bis 1814, als die Pfalz Teil der Französischen Republik (bis 1804) und anschließend Teil des Napoleonischen Kaiserreichs war, war Lindenberg in den Kanton Neustadt (Donnersberg) eingegliedert und unterstand der Mairie Lambrecht. 1815 hatte die Gemeinde insgesamt 260 Einwohner. Im selben Jahr wurde der Ort Österreich zugeschlagen. Bereits ein Jahr später wechselte der Ort wie die gesamte Pfalz in das Königreich Bayern. Von 1817 bis 1862 gehörte die Gemeinde dem Landkommissariat Neustadt an; aus diesem ging das Bezirksamt Neustadt hervor. Eine eigene Verwaltung erhielt Lindenberg 1899, als es von Lambrecht abgetrennt und selbstständig wurde.
Als Folge des Ersten Weltkriegs war die gesamte Region bis 1930 dem französischen Abschnitt der Alliierten Rheinlandbesetzung zugeordnet. Ab 1939 war Lindenberg Bestandteil des Landkreises Neustadt an der Weinstraße. Nach dem Zweiten Weltkrieg wurde der Ort innerhalb der französischen Besatzungszone Teil des Regierungsbezirks Pfalz im damals neu gebildeten Land Rheinland-Pfalz. Im Zuge der ersten rheinland-pfälzischen Verwaltungsreform wechselte der Ort 1969 in den neu geschaffenen Landkreis Bad Dürkheim. Drei Jahre später wurde Lindenberg Bestandteil der ebenfalls neu entstandenen Verbandsgemeinde Lambrecht (Pfalz), nachdem 1971 ein Eingemeindungswunsch nach Neustadt vom Kreistag abgelehnt worden war.

## Religion
Lindenberg hat eine eigenständige katholische Pfarrgemeinde im Bistum Speyer, zu der die katholische Pfarrkirche St. Maria Immaculata sowie die Wallfahrtskapelle St. Cyriakus gehören. Gemeinsam mit dem Nachbarort Lambrecht (Pfalz) existiert eine protestantische Kirchengemeinde, die zur Protestantischen Landeskirche Pfalz gehört.
2013 waren 42,5 Prozent der Einwohner katholisch und 31,9 Prozent evangelisch. Die übrigen gehörten einer anderen Religion an oder waren konfessionslos.

## Politik

### Gemeinderat
Der Gemeinderat in Lindenberg besteht aus 16 Ratsmitgliedern, die bei der Kommunalwahl am 9. Juni 2024 in einer personalisierten Verhältniswahl gewählt wurden, und dem ehrenamtlichen Ortsbürgermeister als Vorsitzendem.
Die Sitzverteilung im Gemeinderat:
| Wahl | SPD | CDU | FWG | WGR | Gesamt   |
| ---- | --- | --- | --- | --- | -------- |
| 2024 | 5   | 3   | 8   | –   | 16 Sitze |
| 2019 | 5   | 4   | 7   | –   | 16 Sitze |
| 2014 | 3   | 5   | 8   | –   | 16 Sitze |
| 2009 | 4   | 7   | 5   | –   | 16 Sitze |
| 2004 | 3   | 8   | 3   | 2   | 16 Sitze |

- FWG = Freie Wählergruppe Talgemeinden e. V.

### Wappen
| Wappen von Lindenberg | Blasonierung: „Von Gold und Rot gespalten, rechts aus einer anstoßenden roten Zinnenmauer wachsend eine grüne Linde, deren Laub belegt ist mit einem goldenen Schild, darin eine rote Hirschstange, links der heilige Cyriacus mit goldenem Nimbus und in goldenem Ornat, in der Rechten eine grüne Traube mit zwei Blättern, in der Linken einen grünen Palmzweig haltend.“ |
| Wappen von Lindenberg | Wappenbegründung: Die Linde verweist redend auf den Ortsnamen. Die Mauer und die Hirschstange stehen für die abgegangene Burg, die ab 1353 den Herren von Hirschhorn gehörte. Der heilige Cyriacus erinnert an die Kapelle bei der Burg. Das Wappen wurde 1959 vom rheinland-pfälzischen Innenministerium genehmigt.                                                         |

## Kultur

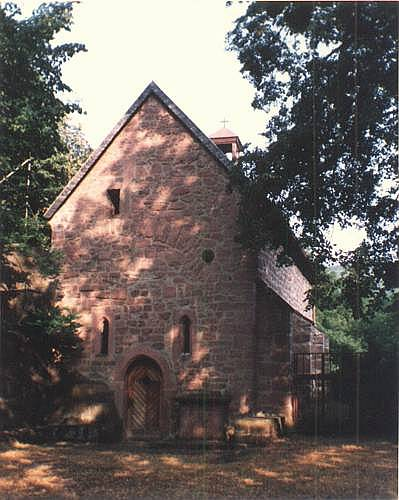
Cyriakuskapelle im Burggraben von Lindenberg

### Kulturdenkmäler
Vor Ort befinden sich insgesamt 14 Objekte, die unter Denkmalschutz stehen, darunter die Cyriakuskapelle.

### Vereine
Das Gemeinwesen wird von sechs weltlichen und drei konfessionellen Vereinen sowie der Freiwilligen Feuerwehr Lindenberg geprägt. Außerdem bestehen der katholische und der evangelische Frauenbund sowie ein katholischer Elisabethenverein.

## Wirtschaft und Infrastruktur

### Wirtschaft
Im Ort gibt es einige handwerkliche Betriebe. Darüber hinaus bestehen zwei Wirtschaften und zwei Pensionen im Ort.

### Bildung

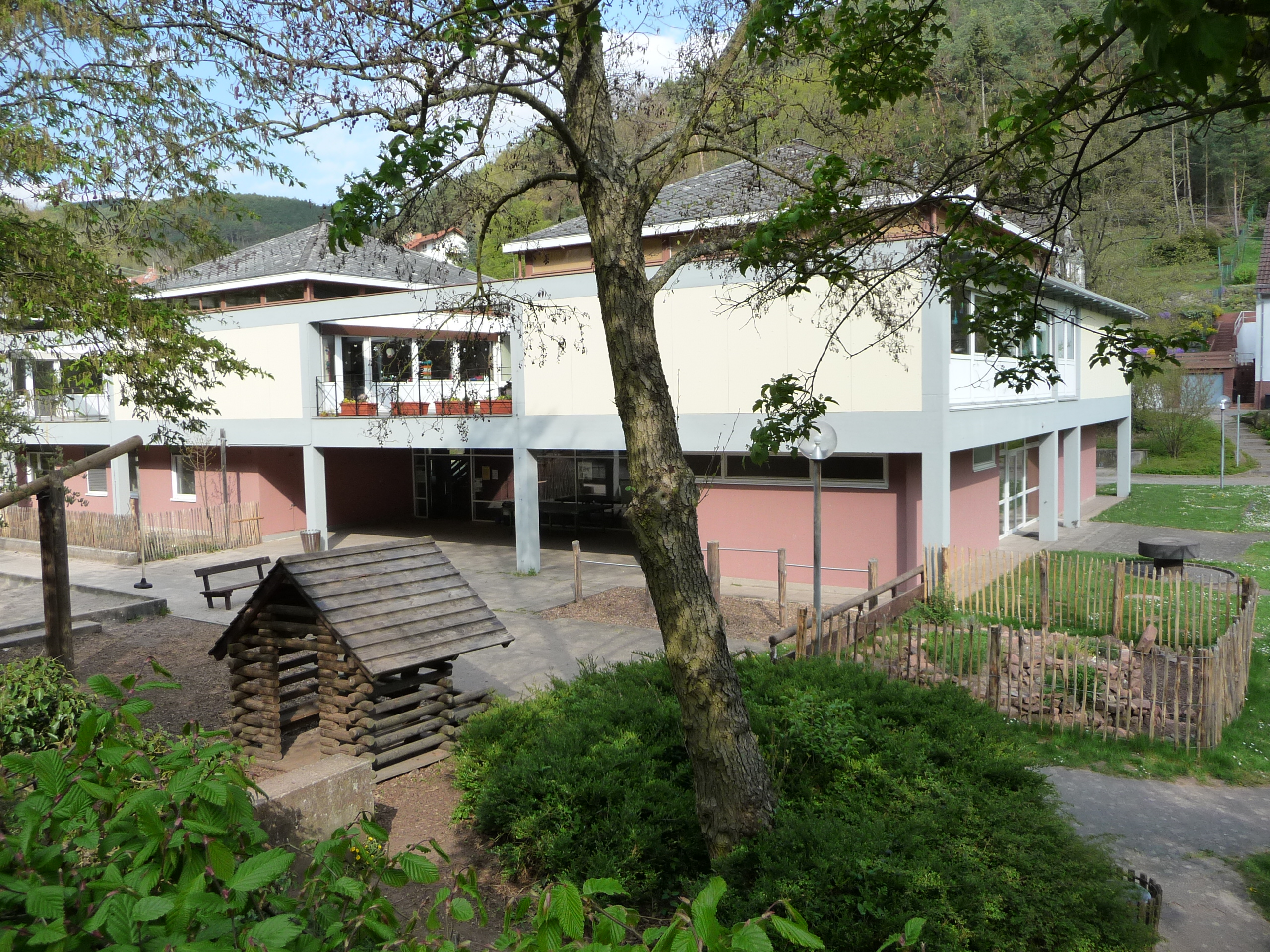
Grundschule

Vor Ort existieren die Grundschule Lindenberg sowie die katholische Kindertagesstätte St. Cyriakus; in dieser werden bis zu 45 Kinder im Vorschul- und Schulalter in einem sogenannten Hort betreut.

### Verkehr

#### Schiene
Obwohl die Bahnstrecke Mannheim–Saarbrücken den südlichen Siedlungsrand streift, besaß Lindenberg aufgrund der geringen räumlichen Distanz zum nahen Bahnhof Lambrecht (Pfalz) nie einen Bahnhalt. Jedoch befand sich vor Ort eine Ausweichanschlussstelle, die der Papierfabrik Knöckel, Schmidt & Cie diente. Ihre Bedienung war ausschließlich durch Befahrung des Streckengleises Richtung Neustadt, jedoch in die westliche Fahrtrichtung möglich. Über sie wurde primär Kohle angeliefert, ehe das Unternehmen 2005 in die Insolvenz ging. Die Demontage der entsprechenden Weiche fand 2011 statt.

#### Straße
Im südlichen Gemeindegebiet verläuft die Bundesstraße 39. Östlich der Bebauung befindet sich die Kreisstraße 16, die nach Wachenheim an der Weinstraße führt.

## Persönlichkeiten

### Ehrenbürger
Am 23. März 2014 wurden für „besondere Verdienste zum Wohl der Heimatgemeinde und in Anerkennung der Lebensleistung“ zu Ehrenbürgern von Lindenberg ernannt:
- Heinz Weiglein (1931–2016),[14] u. a. 28 Jahre Vorsitzender des Gartenbau- und Verschönerungsvereins
- Walter Weitzel (1923–2018), u. a. von 1947 bis 1978 erster Wehrführer der Lindenberger Feuerwehr, Wehrleiter der Feuerwehr auf Verbandsgemeindeebene (1975–1982) und Vorsitzender des „MGV Frohsinn Lindenberg“ (1963–1992)[13][15]

### Personen, die vor Ort gewirkt haben
- Horst Kayser (* 1937), Ingenieur und ehrenamtlicher Bahnaktivist, Träger des Verdienstordens des Landes Rheinland-Pfalz, wohnt in Lindenberg.